# Aso Shun
Shun Aso (sinh ngày 23 tháng 4 năm 1985) là một cầu thủ bóng đá người Nhật Bản.

## Sự nghiệp câu lạc bộ
Shun Aso đã từng chơi cho AC Nagano Parceiro, SP Kyoto FC và Kagoshima United FC.